# Wiedeński Dom Mozarta
Wiedeński Dom Mozarta dawny Dom Figara – mieszkanie znajdujące się w Wiedniu w kamienicy przy Domgasse 5. Zajmowane w latach 1784-1787 przez kompozytora Wolfganga A. Mozarta i jego rodzinę. Wnętrze zachowane do obecnych czasów.
Spośród wszystkich wiedeńskich mieszkań kompozytora, w tym jego rodzina mieszkała najdłużej. Tutaj Wolfgang i Konstancja Mozartowie gościli ojca kompozytora, Leopolda Mozarta, który o mieszkaniu syna wypowiadał się pochlebnie. Tutaj przyjmowano Josepha Haydna i przypuszczalnie również Ludwiga van Beethovena.
Druga nazwa nawiązuje do opery Wesele Figara (KV 492), którą Mozart komponował w tym wiedeńskim mieszkaniu. Powstało tutaj także z ważniejszych dzieł Mozarta: sześć koncertów smyczkowych dedykowanych Haydnowi, dziesięć koncertów fortepianowych Maurerische Trauermusik czy koncert na waltornię.
Dom przed jubileuszem 250. urodzin Mozarta przeszedł gruntowną renowację. Otwarty 27 stycznia 2006, na sześciu poziomach obejmujących około 1000 m² (w tym dwa poziomy podziemne) mieści sale poświęcone upamiętnieniu Mozarta.
Czynny codziennie w godzinach 10:00-20:00.